# آرثر كينيث تشيسترتون
آرثر كينيث تشيسترتون، الحاصل على وسام الصليب العسكري (1 مايو 1899 - 16 أغسطس 1973)، كان صحفيًا وناشطًا سياسيًا بريطانيًا. من عام 1933 حتى عام 1938، كان عضوًا في اتحاد الفاشيين البريطاني. بعد أن فقد ثقته في أوزوالد موزلي، ترك اتحاد الفاشيين البريطاني في عام 1938. أسس تشيسترتون عصبة الموالين للإمبراطورية في عام 1954، والتي اندمجت مع الحزب الوطني البريطاني، الذي لم يدم طويلًا، في عام 1967 لتصبح الجبهة الوطنية. أسس وحرر مجلة كاندور في عام 1954 خليفةً لدورية تروث التي كان يشارك في تحريرها.

## سيرته الذاتية

### الحياة المبكرة والتعليم
وُلد آرثر كينيث تشيسترتون في 1 مايو 1899 في كروغرسدورب بجمهورية إفريقيا الجنوبية، وهو ابن آرثر جورج تشيسترتون (1871-1900)، الذي كان يعمل سكرتيرًا في منجم ذهب محلي، وهارييت إيثيل تشيسترتون (اسمها قبل الزواج داون). كان ابن العم الأول من الدرجة الأولى لكل من المؤلف والشاعر غلبرت كيث تشيسترتون والصحفي سيسيل تشيسترتون، إذ كان جده من جهة أبيه هو الأخ الأكبر لوالد غلبرت كيث وسيسيل، إدوارد. كان أ. ك. الشاب يكنّ احترامًا كبيرًا لابني عمه، وكان يرى في سيسيل «قدوةً» له.
بعد اندلاع حرب البوير الثانية مباشرةً في أكتوبر 1899، أُرسل تشيسترتون ووالدته إلى إنجلترا. توفي والده فيما بعد بذات الرئة وهو في الثامنة والعشرين من عمره في أثناء رحلته للالتحاق بالعائلة. في مايو 1902، بعد انتهاء الصراع، عاد تشيسترتون إلى كروغرسدورب مع عمه ووالدته. سرعان ما تزوجت والدته من مدير منجم اسكتلندي يُدعى جورج هورن، واستقرت العائلة التي أعيد تشكيلها في ويتووترسراند، بالقرب من جوهانسبرغ. في عام 1911، وهو في الثانية عشرة من عمره، أُرسل تشيسترتون مرة أخرى إلى إنجلترا ليعيش مع جده من جهة أبيه في هيرن هيل. التحق بكلية دولويتش ومدرسة بيركامستيد في هارتفوردشير حيث كان زميلًا دراسيًا لكل من بين غرين وريكس تريمليت.

### الحرب العالمية الأولى
في أكتوبر من عام 1915، زارته والدته وزوجها في إنجلترا، وأقنعهما بإعادته إلى جنوب إفريقيا. بعد نزوله من الطائرة بفترة وجيزة، قرر تشيسترتون الانضمام إلى الجيش، لكنه كان صغيرًا جدًا على التجنيد في سن السادسة عشرة، فزوّر عمره ليلتحق بسلاح المشاة الخفيفة الخامسة لجنوب إفريقيا للقتال في شرق إفريقيا الألمانية. أشار تشيسترتون في مذكراته إلى معركتين ضد الألمان في تل سلايتا في 12 فبراير 1916، وفي لاتيما نك في 11-12 مارس 1916. في أثناء مسيرة في عام 1916، انهار تشيسترتون من الحمى وتُرك على جانب الطريق ليموت. أنقذه حمالان إفريقيان في النهاية وأُعيد إلى عائلته في جوهانسبرغ.

بعد فترة من النقاهة، قرر تشيسترتون، وهو في السابعة عشرة من عمره، الانضمام إلى الجيش مرة أخرى وذهب إلى أيرلندا للتدرب ضابطًا في كتيبة المتدربين. في أغسطس 1918، حصل على رتبة ملازم ثانٍ ونُقل إلى الكتيبة 2/2، فوج مدينة لندن، البنادق الملكية. خدم تشيسترتون أكثر من عامين على الجبهة الغربية. في نهاية الحرب، حصل على وسام الصليب العسكري لأعماله خلال معركة إيبهي في 18-19 سبتمبر 1918. كان تشيسترتون على رأس فصيلة تعزز هجومًا على موقع ألماني بالقرب من قرية بيزيير في شمال فرنسا. نُشر التنويه الكامل للجائزة في صحيفة ذا لندن غازيت في يوليو 1919، وكان قد مضى على انتهاء الحرب ثمانية أشهر في ذلك الوقت، ونصه كالتالي:
لشجاعته البارزة في أثناء الهجوم على بيزييه في 18 سبتمبر 1918. قاد فصيلته بعزم شديد ونجح في الوصول إلى هدفه النهائي، رغم تعرضه لنيران المدافع الرشاشة المعادية. في أثناء العمليات التي جرت شرق بيزيير في 19 سبتمبر، قاد هجوم قصف تلو الآخر بشكل مستمر من الساعة 11 صباحًا حتى الساعة 6 مساءً ضد العدو الذي كان في خندق بوبلار. وقاد بنفسه فرق القصف ونجح في النهاية في الاستيلاء على خندق بوبلار وقتل مفارز المدافع الرشاشة التي اعترضت طريقه. خلال الفترة المذكورة بأكملها أظهر شجاعة رائعة وكان قدوةً رائعةً لرجاله.
بعد نهاية الحرب، عانى تشيسترتون من أعراض مزمنة من الملاريا والزحار التي أصيب بها خلال حملة شرق إفريقيا، ومن مشاكل تنفسية دائمة ناجمة عن هجوم بالغاز في أوروبا. ككثيرٍ من المحاربين القدامى، أصيب بإدمان الكحول، وتخللته «انهيارات عصبية» ونوبات «الوهن العصبي». كتب تشيسترتون الذي أصيب بصدمة نفسية من حرب الخنادق، أنه كان يعاني من كوابيس متكررة لجثث الموتى وكتب أنه بدأ يشعر بأن العالم عبارة عن «مقبرة واسعة».

### مهنته في الصحافة
عاد تشيسترتون إلى جنوب إفريقيا قبل عيد ميلاده الحادي والعشرين بفترة وجيزة في عام 1919، حيث عمل صحفيًا لدى صحيفة ذا جوهانسبرغ ستار. في عام 1924 عاد إلى إنجلترا، وتحت وصاية جي. ويلسون نايت، اكتسب تشيسترتون سمعة ناقد شكسبيري. حصل على وظيفة صحفي وناقد مهرجانات في ستراتفورد-أبون-آفون هيرالد، ثم عمل مسؤول علاقات عامة في مسرح شكسبير التذكاري. في عام 1928، قام بتحرير مجلة شكسبير ريفيو الشهرية التي لم تدم طويلًا، إذ طوّر أفكاره حول الانحطاط الثقافي.
في عام 1929، التقى تشيسترتون بزوجته المستقبلية دوريس تيري، وهي معلمة مدرسة من توركاي. تزوجا في عام 1933 وانتقلا إلى كينغستون أبون تيمز. كانت دوريس اشتراكية فابية ولم تشارك زوجها آراءه السياسية فيما بعد.
بين عامي 1929 و1931، عمل صحفيًا في صحيفة توركواي تايمز، وشغل منصب رئيس فرع جنوب ديفون للاتحاد الوطني للصحفيين. في نوفمبر 1933، انضم تشيسترتون إلى اتحاد الفاشيين البريطاني بينما كان ما يزال يعمل في مسرح شكسبير التذكاري، بعد أن تم توظيفه من قبل ريكس تريمليت، زميله السابق في المدرسة في بيركامستيد، ولاحقًا، رئيس تحرير صحيفتي اتحاد الفاشيين البريطاني، فاشيست ويك وذا بلاكشيرت.

### الحرب العالمية الثانية
في أواخر ثلاثينيات القرن العشرين، بدأ تشيسترتون يكشف زيف أسطورة «الزعيم» وفقد الثقة في موزلي بعد عام 1937. في 18 مارس 1938، استقال من اتحاد الفاشيين البريطاني، وسرعان ما مُحيت ذكرى موزلي من تاريخ الحزب. في العام نفسه، حضر تشيسترتون اجتماعًا للرابطة الوطنية الاشتراكية. نشرت الرابطة الوطنية الاشتراكية كتيّبه لماذا تركت موزلي في عام 1938، رغم أن تشيسترتون لم ينضم إلى المنظمة أبدًا. انخرط في المجلس البريطاني ضد الالتزامات الأوروبية الذي لم يدم طويلًا، وهو حركة مناهضة للبلشفية ظهرت خلال أزمة ميونيخ لمقاومة الحرب مع ألمانيا، وساهم في مجلة اللورد ليمينغتون، نيو بايونير.